# العنصرية في مجتمع الميم
العنصرية مصدر قلق للكثيرين في مجتمعات المثليات والمثليين ومزدوجي الميول الجنسية ومغايري الهوية الجندرية (مجتمع الميم) الغربية، إذ أفاد أفراد الأقليات العرقية والإثنية والقومية عن تعرضهم للتمييز من بين آخرين من أفراد مجتمع الميم.
قد يجد أفراد الأقليات الإثنية من مجتمع الميم في الولايات المتحدة أنفسهم في أقلية مزدوجة، إذ لا تتقبّلهم أو تتفهّمهم بشكل كامل مجتمعات الميم من البيض بشكل رئيسي، وهم غير مُتَقَبَّلين بالكامل من قبل مجموعتهم الإثنية. يعاني العديد من الأشخاص من العنصرية في مجتمع الميم المهيمن الذي تندمج فيه القوالب النمطية العنصرية مع القوالب النمطية الجندرية، فغالبًا ما ينمّط الغربيون أفراد مجتمع الميم الأمريكيين من أصل آسيوي على أنهم أكثر سلبية وأنثوية، في حين ينظرون إلى أفراد مجتمع الميم الأمريكيين من أصل أفريقي على أنهم أكثر عدوانية. ينشط عدد من شبكات الدعم المحددة ثقافيًا لمجتمع الميم في الولايات المتحدة، مثل شبكة «Ô-Môi»، وهي شبكة دعم للإناث حُرّات الجنس (الكُوير) من الأمريكيات الفيتناميات.

## العنصرية ضد العرب
درس تقرير بعنوان نحن عائلة أيضًا ما يُسمَّون الأفراد المنجذبين لنفس الجنس من خلفيات عربية في أستراليا. كان المجيبون من خلفيات دينية مسيحية ومسلمة، وتحدث الكثير من الناس في المجتمع العربي عن القوالب النمطية العرقية.
أبلغ بعض اليهود المزراحيون واليهود العرب تعرضهم للاستبعاد والتمييز من قبل مجتمع الميم من اليهود الأشكناز في إسرائيل. زعم بعض أفراد مجتمع الميم من اليهود المزراحيين أن مظاهر نشاط مجتمع الميم من الأشكناز تعبر عن «هيمنة الأشكناز، ولا تترك مساحة ثقافية مشروعة لأحرار الجنس المزراحيين للتعبير عن ثقافتهم وتراثهم العربي».

## العنصرية ضد الآسيويين
أفادت دراسة أجرتها فرقة العمل الوطنية للمثليين والمثليات على أفراد مجتمع الميم الأمريكيين الآسيويين والأمريكيين سكان جزر المحيط الهادئ، أن 82% من المشاركين الذين شملهم الاستطلاع يعانون من العنصرية من قبل الأفراد البيض في مجتمع الميم. تشكل العنصرية تحدٍّ آخر يواجهه أفراد مجتمع الميم الأمريكيين من آسيا والمحيط الهادئ بشكل حتمي، في المجتمع بشكل عام وداخل مجتمع الميم. يكون ذلك بسبب التمييز العلني في بعض الأحيان، وبسبب نقص تمثيل سكان جزر المحيط الهادئ الآسيويين في أحيان أخرى.
أفاد الرجال المثليين الآسيويين البريطانيين الذين يعيشون في يوركشاير وأماكن أخرى في شمال إنجلترا، عن مستويات متزايدة من العنصرية والتعسف العنصري من قبل المثليين البيض. وجد مشروع ناز أن مجتمعات الميم في المناطق المتنوعة عرقيًا في المملكة المتحدة، مثل مانشستر ولندن، أكثر تسامحًا.

## العنصرية ضد السود
أفاد العديد من أفراد مجتمع الميم من السود عن تعرضهم للعنصرية من مجتمع الميم من البيض، مما دفع البعض إلى رفض تسميات مثل «مثليّ/ غاي» والصلات مع ثقافة مجتمع الميم عند البيض. صاغ الناشط كليو ماناغو مصطلح محبة نفس الجنس لوصف المنحدرين من أصل أفريقي والذين ينجذبون إلى نفس الجنس، على عكس مصطلحات مثل «المثليين/ المثليات» أو «مزدوجي الميول الجنسية» أو «كُوير». كان المقصود من هذا المصطلح هو التعبير بفاعلية عن فخر الفرد بتراثه العرقي.
أدت الجهود المبذولة لدفع حقوق المثليين قدما إلى جانب حركة حقوق السود، إلى إبداء الآراء حول وجودهم. تتضمن اقتباسات جون وايلدر عبارات مثل «أصبح التمييز ضد الزنوج غير عصري الآن، وسيزداد التمييز ضد المثليين، ولا زنوج آخرون بين الجمهور، إلا [شخصًا أسودًا] يربك النشرات».
أبلغ بعض المثليين السود عن تمييز ومضايقة/ تحرش من قبل المثليين البيض في حانات ونوادي المثليين. عرضت بعض حانات المثليين لافتات كُتب عليها «لا السود، أو النساء، أو اللوطيين» وعبارات مماثلة.
أفاد بعض المثليين السود من جنوب إفريقيا بأنهم تعرضوا «للعنصرية البشعة» من المثليين البيض خلال فترة الأبارتايد (الفصل العنصري).
اتُّهم تشاك نيب بالعنصرية، وهو مؤدي مسرحي (دراغ) مثلي أبيض ومعروف بأدائه بوجه أسود لشخصية «شيرلي كيو ليكور». قالت جاسمين كانيك في مدونتها ردًّا على إعلان نيب بأن شخصية ليكور «ابتُكرت للاحتفال بالنساء السوداوات، وليس للتقليل من شأنهنّ»: «لا يمكن للرجل الأبيض تشارلز نيب أن يساعد في تخطي سنوات من سوء المعاملة والعنصرية على أيدي قومه، من خلال ارتداء شعر مستعار، وتحدث الأبنوسية بوجه أسود. لا شيء يشفع لتصرف نيب وأتمنى أن يتوقف الناس عن الدفاع عن شخصيته بذلك الجدال المتعب القائل بأنه يحاول تحسين الأمة. الشيء الوحيد الذي يحاول نيب شفاءه هو الثقب في جيبه عن طريق ملئه بكل الأموال التي يجنيها من السود المهانين».

### المعاناة ما بين مجتمعين
بحث كلارنس إزرا براون الثالث في الطرق التي يشعر بها السود المثليون في مجتمعاتهم من السود المثليين. يعتقد السود المثليون أنهم عالقون بين مجتمعين لا يتناسبون معهما. تقول كيث بويكن: «السر الصغير القذر حول السكان المثليين هو أن المثليين البيض هم عنصريون بقدر عنصرية المغايرين البيض». ينظر أولئك الذين لا يعتبرون أنفسهم جزءًا من مجتمع الميم، على أنه مجتمع أبيض بتجارب للبيض. يُترجم تعرض الرجال السود المثليين للعنصرية في مجتمع الميم، إلى مجتمع السود الأوسع، ويعني استمرار استبعادهم من قبل «لهياكل الداعمة الوحيدة التي تتحدث من وجهة نظرهم».

### التنميط الجنسي
كتب بعض المؤلفين مثل هوارد ستيفنسون جونيور وماري ديان بلامر عن تجذر الكثير من العنصرية ضد أفراد مجتمع الميم السود في العنصرية الجنسية، والقوالب النمطية لأدوار الجنسين والقوالب النمطية العنصرية المرتبطة بها. يُزعم أن الرجال السود الذين يعبرون عن تفضيلهم الجنسي للرجال البيض يعانون من «عنصرية بيضاء موروثة وخبيثة» ما يؤدي إلى عنصرية مُعتنقة عند الرجال السود.
يعارض بعض الرجال المثليين من معتنقي الأفروسنتريك العلاقات بين المجموعات العرقية، معتقدين أن المثليين السود الذين يفضلون الرجال البيض يفتقرون إلى جذور قوية في المجتمع الأسود، أو أنهم غافلون عن العنصرية. يعتقد معتنقو الأفروسنتريك المناهضون بين الأعراق أنه بدلًا من «كراهية سوادهم»، على الرجال السود المثليين مواعدة الرجال السود المثليين الآخرين فقط. الشعار الذي يروج لعلاقات المثليين السود مع السود هو «رجال سود محبون للرجال السود»، والذي انتشر من خلال مختارات جوزيف إف بيم في الحياة وفيلم مارلون ريغز تونغس أنتايد.
يستخدم كتاب روب ريدينغ «البروفيسور: مشاهدة القوة البيضاء» التجريبية للتنبؤ بأن النوم مع الرجال البيض أعطى بعض أبرز الرجال السود في عصرنا مثل جيمس بالدوين، وجان ميشيل باسكيات، ومارفين غاي وريتشارد بريور الجرأة عند التعامل مع البيض العنصريين. يستخدم مزيجًا من نظرية التواصل مثل القربيات وعلم الحركة التواصلي والتواصل اللمسي بالإضافة إلى تحليل كتاب جين وارد «ليس مثلي الجنس: الجنس بين الرجال المغايرين البيض»، كدراسة حالة لاستكشاف كيف يمكن للعلاقات بين العرقية بين الرجال أن تكون تحويلية لمجتمع السود. يقول: «تكتب وارد وهي مثلية الجنس، عن تبادل السلطة بين الرجال البيض. تستكشف البروفيسورة كيف أن العلاقات بين الأعراق والمواجهات عند المثليين قد تحمل تأثيرًا تجريبيًّا على مجتمع السود».